# Inanda nasuta
Inanda nasuta är en skalbaggsart som beskrevs av Louis Burgeon 1945. Inanda nasuta ingår i släktet Inanda och familjen Melolonthidae. Inga underarter finns listade i Catalogue of Life.